# VoiceThread
VoiceThread una herramienta web 2.0 que permite la integración de voz al texto, imágenes, vídeos, etc., posibilitando un mayor dinamismo a todo tipo de recursos y que permite trabajar sobre una amplia gama de formatos. 

## Funcionamiento
Los documentos pueden subirse desde fuentes diversas y pudiendo combinarse para generar un único archivo al cual se le pueden hacer aportaciones y comentarios, tanto en forma de texto, como de audio o vídeo. Esto  permite, que se puedan mantener conversaciones en torno a contenidos multimedia en una única web, aportando sencillez y dinamismo en multitud de usos, entre ellos, el didáctico-educativo ya que permite un registro "especial" para docentes individuales o para centros. 

## Publicaciones
Da la posibilidad de que su publicación pueda ser pública o privada (solo accesible mediante invitación), permitiendo o no comentarios y facilitando su moderación.